# Red Line
Red Line é um filme produzido nos Estados Unidos e lançado em 2013.